# Giuseppe Cafasso
Giuseppe Cafasso (Castelnuovo d'Asti, 15 gennaio 1811 – Torino, 23 giugno 1860) è stato un presbitero italiano, canonizzato da papa Pio XII nel 1947.

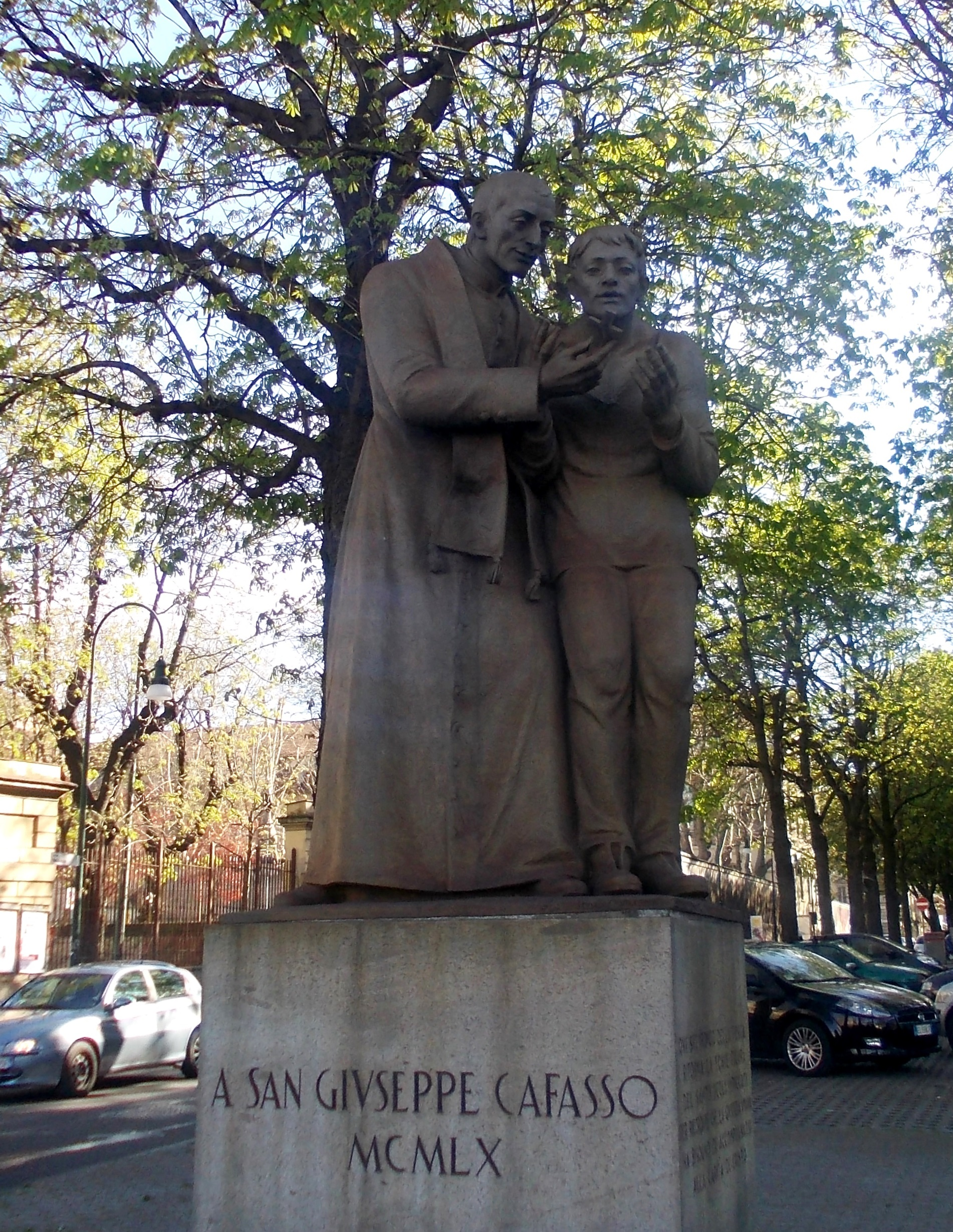
Monumento a San Giuseppe Cafasso a Torino

È considerato uno dei santi sociali torinesi.

## Biografia
Giuseppe Cafasso nacque a Castelnuovo d'Asti, ora Castelnuovo Don Bosco, nel 1811 (quattro anni prima della nascita di Giovanni Bosco) da una famiglia contadina, modesta e profondamente religiosa; il padre era originario di Pino d'Asti, mentre la madre era di Castelnuovo. Frequentò le scuole pubbliche del suo paese, per poi proseguire gli studi nel seminario di Chieri.
Difficile era prevedere un futuro di oratore: a scuola andava abbastanza male ed inoltre il suo parlare era sommesso, ma divenne prete a 22 anni ed entrò nel Convitto ecclesiastico di San Francesco, a Torino, fondato e guidato dal teologo Luigi Guala, dove i neo-sacerdoti potevano approfondire le loro conoscenze. Entrato come allievo, Cafasso vi rimase prima come insegnante, poi come direttore spirituale ed infine come rettore.
Nonostante la mancanza di una voce tonante, venne chiamato a predicare. Il suo aspetto era gracile, la sua colonna vertebrale deviata lo faceva apparire gobbo.
Divenne amico di don Giovanni Bosco e lo consigliò, indirizzandolo ad aiutare i ragazzi poveri di Torino.
Alcuni notabili gli proposero anche di candidarsi alla Camera, ma don Cafasso rinunciò, rispondendo «Nel dì del giudizio il Signore mi chiederà se avrò fatto il buon prete, non il deputato».
Era popolare a Torino, in particolare per l'aiuto offerto ai carcerati, anche col supporto morale alle loro famiglie. Venne definito «il prete della forca» perché spesso si presentava alle esecuzioni capitali seguendo il condannato a morte fino al patibolo per abbracciarlo, farlo sentire amato e indurlo a riconciliarsi con Dio.
Morì il 23 giugno 1860 a Torino. Beatificato nel 1925 da papa Pio XI, venne canonizzato da papa Pio XII nel 1947 e proclamato patrono dei carcerati e dei condannati a morte. I suoi resti si trovano all'interno del Santuario della Consolata di Torino.

## Riconoscimenti

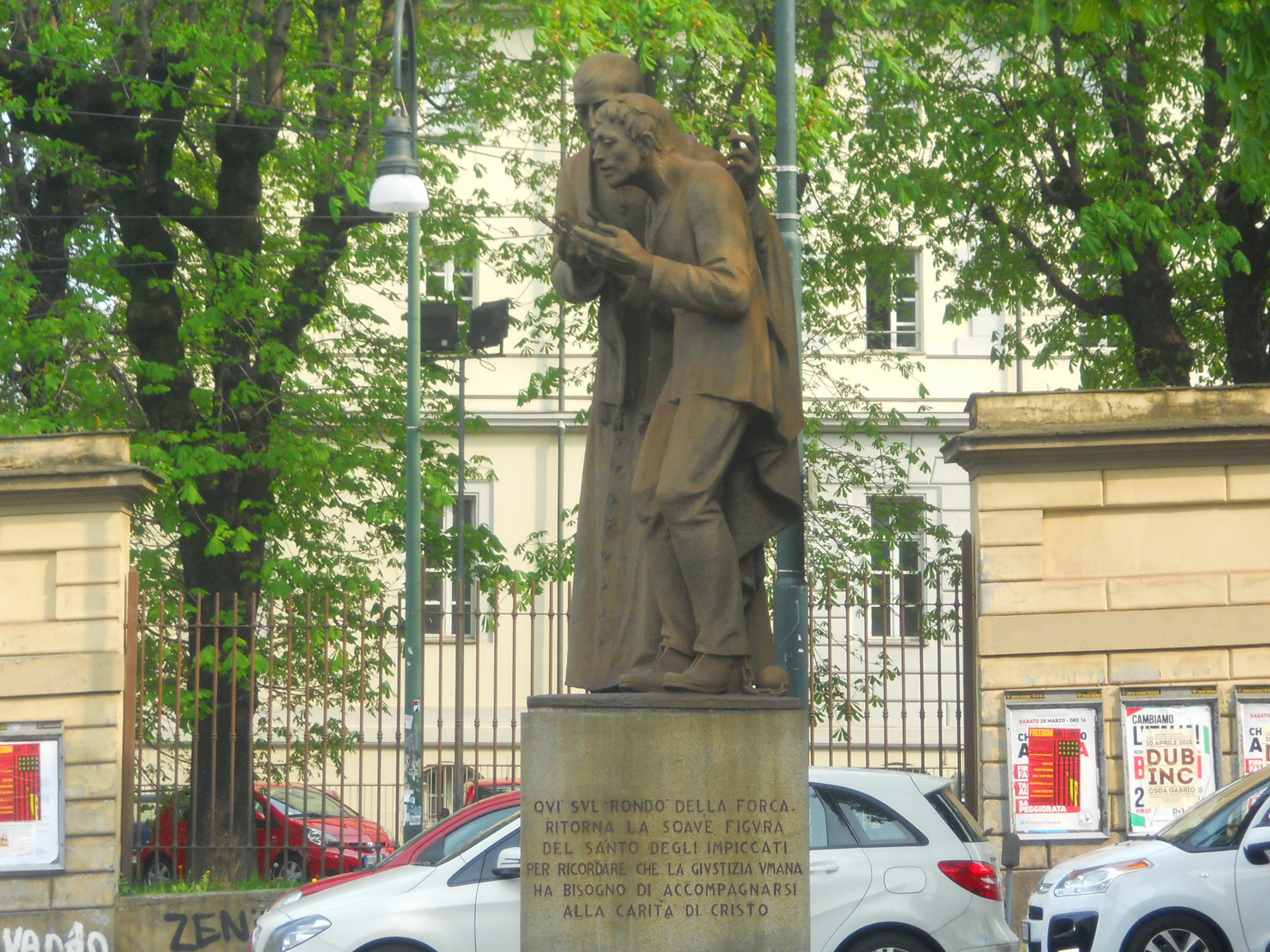
Monumento a S. Giuseppe Cafasso al Rondò della forca di Torino

Un monumento gli è stato dedicato a Torino nel 1960 nello slargo di Corso Regina Margherita, denominato popolarmente Rondò d'la forca perché in passato, dal 1835 al 1852 (e dal 1821 al 1834 nella vicina via Giulio) venivano qui eseguite le condanne a morte per pubblica impiccagione.

Nella città di Torino gli è dedicata una via in Borgata Rosa-Sassi  Gli è intitolata una parrocchia in Borgata Vittoria.

## Opere
- Opere complete, Torino, Istituto-Collegio internazionale della Consolata per le missioni estere:
  - 2. Sacre missioni al popolo, Torino, Scuola tipografica missionaria, 1923 (ristampa: 1925);
  - 3. Meditazioni per esercizi spirituali al clero, Torino, Scuola tipografica missionaria, 1923 (ristampa: 1925);
  - 4. Istruzioni per esercizi spirituali al clero, Torino, Istituto-Collegio internazionale della Consolata per le missioni estere, 1925;

- Edizione nazionale delle opere di san Giuseppe Cafasso (Cantalupa, Effatà):
  - 1. Esercizi spirituali al clero. Meditazioni, a cura di Lucio Casto (vol. 2) con  Alberto Piola (vol. 1), 2 voll., 2003 e 2007;
  - 3. Missioni al popolo. Meditazioni, a cura di Pier Angelo Gramaglia, 2002;
  - 4. Predicazione varia al popolo. Istruzioni e discorsi, a cura di Renzo Savarino, 2005;
  - 5. Epistolario e testamento, Introduzione, testi e note a cura di Giuseppe Tuninetti, 2004;
  - 6. Scritti di morale, a cura di Mario Rossino, 2 voll., 2009 e 2013